# Злобинська сільська рада
Зло́бинська сільська рада (рос. Злобинский сельский совет) — сільське поселення у складі Тоцького району Оренбурзької області Росії.
Адміністративний центр — село Злобинка.

## Населення
Населення — 266 осіб (2019; 327 в 2010, 419 у 2002).

## Склад
До складу сільської ради входять:
| Населений пункт | Населення, осіб (2002) | Населення, осіб (2010) |
| --------------- | ---------------------- | ---------------------- |
| Єлховка, село   | 24                     | 1                      |
| Злобинка, село  | 395                    | 326                    |
| Ковешинка, село | 0                      | 0                      |